# Шабаев, Маркел Авигадулович
Маркел Авигадулович Шаба́ев (1907 — 30 июня 1978) — деятель культуры, создатель первого в Кабардино-Балкарии коллектива художественной самодеятельности, спасший во время оккупации Нальчика местную общину горских евреев от уничтожения немецкими войсками.

## Биография
Маркел Шабаев родился в 1907 года в Нальчике Терской области в семье Авигадула Шабаева, ремесленника, мастера по пошиву кавказских головных уборов и уроженки Грозного Дарьи Нахшумовны Исаевич . Его брат — историк Давид Авигадулович Шабаев (1922—2009), сестра — Елизавета Авигадуловна Шабаева, первая горская еврейка — геолог, кандидат наук (1911—1969).
В конце 1929 годов Маркел создал при Кабардино-балкарском областном совете профсоюзов агитбригаду, которая включала в себя театральную, хореографическую и музыкальную студии. В неё вошли местные евреи, которых объединяла любовь к искусству.
В 1931 году силами агитбригады поставил свою пьесу «Рабы Багдада» на татском языке. Агитбригада исполняла национальные танцы, народные песни, ставила пантомимы, принимала участие в Кабардино-Балкарских областных, Северо-Кавказских краевых и Всесоюзных олимпиадах. В 1934 году на базе созданной Маркелом Шабаевым агитбригады возник один из старейших на Северном Кавказе коллективов народного танца «Кабардинка».
Когда в 1935 году умер отец Маркела Шабаева, он был вынужден оставить активную работу в самодеятельном коллективе и возглавить большую семью. Женился на горской еврейке из Нальчика Татьяне Тимофеевне Шабаевой (1910-22 июня 1985) и вместе со старшей сестрой Елизаветой поднимал на ноги несовершеннолетних братьев и сестер.
До Великой Отечественной войны Шабаев занимался пошивом кавказских головных уборов, а затем, освоив ремесло закройщика, стал зарабатывать в том числе и пошивом костюмов.
В 1941 году Маркел Шабаев был мобилизирован в ряды Красной Армии, служил в хозчасти в районе Сталинграда. В конце августа 1942 г. получил приказ привезти из г. Моздок брезент, но направляясь через г. Прохладный, был вынужден свернуть в Нальчик ввиду блокирования немецкими войсками дорог и скорого захвата вермахтом прилегающих районов.
Во время нахождения в Нальчике немецких войск, захвативших город 28 октября 1942 года, Маркел Шабаев оставался в оккупированном городе, где проживал на Мало-Кабардинской улице в центре города.
В Нальчике горским евреям вскоре после оккупации по приказу командира айнзатцгруппы D группенфюрера Вальтера Биркампа было предписано зарегистрироваться и носить опознавательный знак — жёлтую Звезду Давида.
Маркел Шабаев обратился к адвокату Салиму Тагировичу Шадову, главе созданного оккупантами Национального совета Кабардинской области — «Представительство интересов Кабардино-Балкарии». Придя в Представительство во главе делегации старейшин, М. Шабаев сообщил, что части СС и Служба безопасности (СД) составили списки всех горских евреев, обязывают их носить жёлтую звезду Давида, и, по всей видимости, собираются физически уничтожить. По этому поводу Шадов связался к командующим группой войск «А» на Кавказе генерал-фельдмаршалом Эвальдом фон Клейстом, штаб которого подтвердил, что СС и СД готовятся к уничтожению горских евреев в Нальчике и окрестных населенных пунктах.
Шадов заявил немецкому командованию, что горские евреи — это таты, они являются такой же, как и прочие горцы, народностью Кавказа и подобны кабардинцам и балкарцам. По его настоянию была создана комиссия с целью доказать нацистам, что местные горские евреи не имеют никакого отношения к европейским евреям и являются одна из народностей Кавказа. Для этой цели в Нальчик были вызваны специалисты по иранской группе языков и жители временно освобождены от регистрации в Гестапо.
В середине ноября 1942 года немцы приказали всем евреям собраться на следующий день рано утром у здания комендатуры. Маркел Шабаев со своими родственниками за ночь обошёл почти всех жителей общины, проживающих в районе Еврейская колонка, и оповестил их об опасности и попросил не выходить из домов. У здания комендатуры собралось несколько десятков семей европейских евреев и три семьи горских евреев, которые впоследствии были расстреляны.
Приобщенный для работы в комиссии известный ученый-востоковед, обрусевший немец Николай Поппе, после обследования традиционно-бытово культуры и языка горских евреев, также заявил немецкому командованию, что со времён Российской империи местных считали не евреями, а кавказскими горцами иранского происхождения.
Согласно написанному Поппе меморандуму, предки местных горских евреев покинули Персию в VIII веке и на Кавказе приняли иудейскую религию, поскольку были завоеваны хазарами, тюркским народом, исповедовавшим иудаизм.
Во время работы комиссии и инспекционной поездки, в которой принимали участие оберфюрер СС Вальтера Биркамп, командир айнзатцгруппы D, оберштурмбаннфюрер СС, командир зондеркоманды 10b Алоис Пештерер, комендант Нальчика капитан Теодор Оберлендер, Николай Поппе, Маркел Шабаев устроил прием и ужин. Перед немцами выступил горский танцевальный ансамбль.
В конце концов, немцы согласились, что таты — не евреи с расовой точки зрения. По словам Н. Поппе, ответственный за уничтожение оберштурмбаннфюрер СС Алоис Пештерер, резюмировал: «Нас не интересует их забавная религия. Если они хотят быть евреями по религии, нам все равно. Расовые евреи — вот против кого мы выступаем». Вальтер Биркамп дал приказ оставить горских евреев в живых и об инспекции 26 декабря 1942 г. был проинформирован рейхсминистр оккупированных восточных территорий Альфред Розенберг.
В итоге, фельдмаршал фон Клейст личным приказом от декабря 1942 года объявил горских евреев кавказским племенем, что отменяло составление на них расстрельных списков, они не должны были носить жёлтые звёзды, им было разрешено создать национальный совет татов из пяти человек, включая Маркела Шабаева и Ханукаева. Гестаповцы давали задание Шабаеву собрать в колонии постельные принадлежности, тёплые вещи, кухонную утварь и сдать в гестапо.
После освобождения Нальчика 4 января 1943 года Маркела Шабаева арестовали советские власти за связь с оккупантами, но вскоре отпустили. В 1955 году расследование особой инспекции Министерства внутренних дел республики сново пришло к выводу о невиновности Маркела Шабаева.
После войны Маркел Шабаев продолжал работать в ателье Нальчика закройщиком. До конца своих дней он сочинял песни, рисовал карикатуры, увлекался народным творчеством.